# Mark Clinton

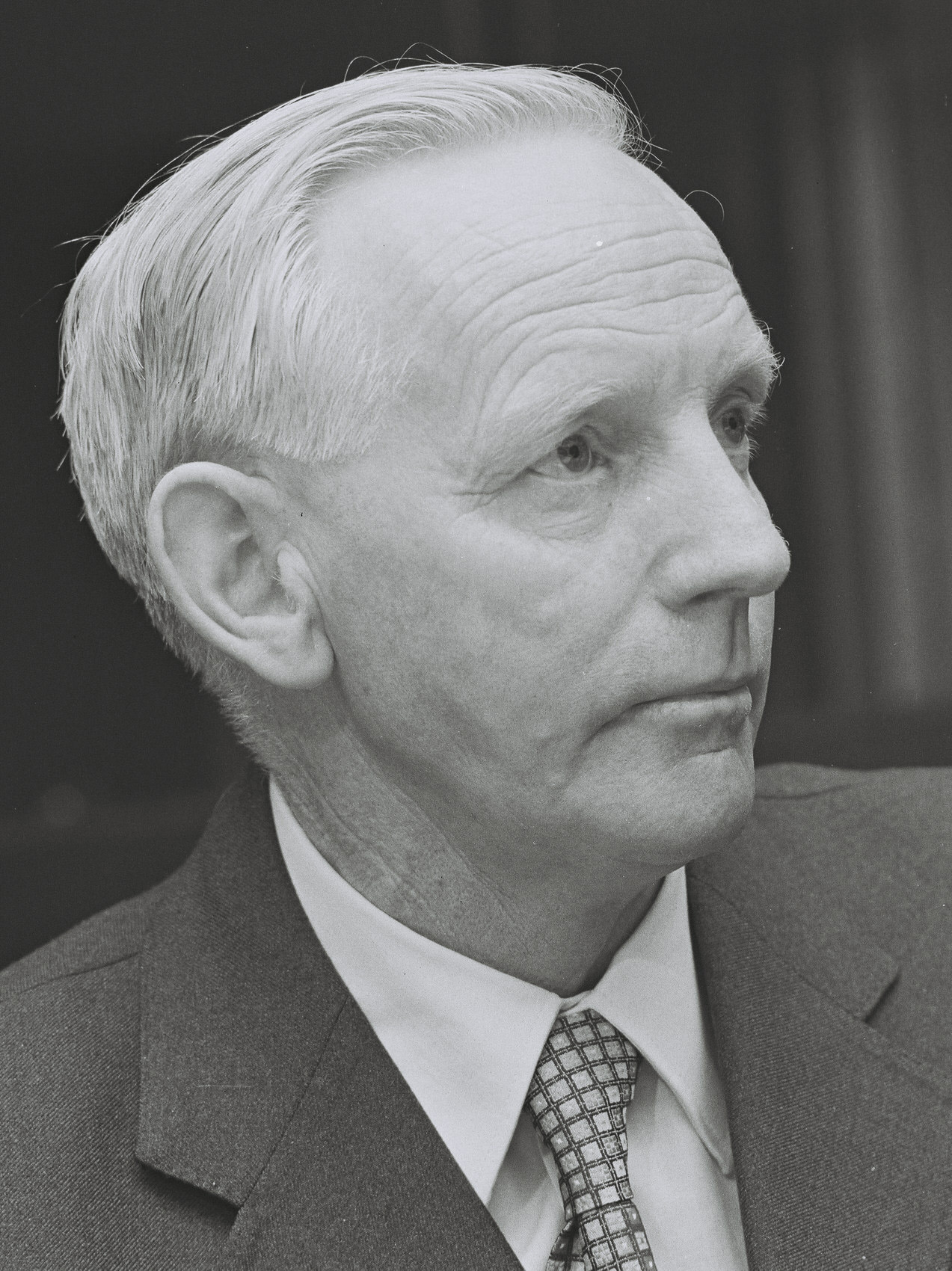
Mark Clinton, 1975

Mark A. Clinton (* 7. Februar 1915 in Kells, County Meath; † 23. Dezember 2001 in Dublin) war ein irischer Politiker der Fine Gael.

## Biografie
Der als Grundstücksmanager tätige Clinton wurde 1961 als Kandidat der Fine Gael erstmals zum Mitglied des Unterhauses (Dáil Éireann) gewählt und vertrat in diesem zunächst den Wahlkreis Dublin County, dann von 1969 bis 1977 Dublin County North und zuletzt von 1977 bis 1981 den Wahlkreis Dublin County West.
Nach dem Wahlsieg der Fine Gael wurde er am 14. März 1973 von Premierminister (Taoiseach) Liam Cosgrave zum Minister für Landwirtschaft und Fischerei in dessen Kabinett ernannt und behielt dieses Amt bis zum 25. Mai 1977. Am 9. Februar 1977 wurde das Ministerium in Landwirtschaftsministerium umbenannt.
1979 wurde er außerdem zum Mitglied des 1. Europäischen Parlamentes gewählt und vertrat Irland nach seiner Wiederwahl 1984 auch noch bis 1989 während der 2. Wahlperiode des Europäischen Parlaments.
1981 verzichtete er auf eine erneute Kandidatur für das Unterhaus und schied aus dem Dáil Éireann aus.